# Liste der denkmalgeschützten Objekte in Hochleithen
Die Liste der denkmalgeschützten Objekte in Hochleithen enthält die 8 denkmalgeschützten, unbeweglichen Objekte der niederösterreichischen Gemeinde Hochleithen.

## Denkmäler
| Foto |                 | Denkmal                                                                            | Standort                                                             | Beschreibung | Metadaten |
| ---- | --------------- | ---------------------------------------------------------------------------------- | -------------------------------------------------------------------- | --- | --- |
| ja   | Datei hochladen | Kath. Filialkirche hl. Johannes Nepomuk HERIS-ID: 24503 Objekt-ID: 20891           | gegenüber Hauptstraße 14 Standort KG: Bogenneusiedl                  | Die spätbarocke Kirche mit eingezogenem Chor, geradem Schluss und vorgestelltem Fassadenturm wurde 1765 erbaut.                                                | BDA-Hist.: Q33103948 Status: § 2a Stand der BDA-Liste: 2025-06-30 Name: Kath. Filialkirche hl. Johannes Nepomuk GstNr.: .129 Filialkirche (Bogenneusiedl)                              |
| ja   | Datei hochladen | Mariensäule Maria Immaculata HERIS-ID: 24502 Objekt-ID: 20890                      | vor Untere Hauptstraße 9 Standort KG: Bogenneusiedl                  | Die Säule mit einer Immaculata-Steinfigur ist am Sockel mit der Jahreszahl 1765 bezeichnet.                                                                    | BDA-Hist.: Q37884593 Status: § 2a Stand der BDA-Liste: 2025-06-30 Name: Mariensäule Maria Immaculata GstNr.: 1190/1 Maria Immaculata (Bogenneusiedl)                                   |
| ja   | Datei hochladen | Kath. Pfarrkirche hl. Johannes Nepomuk HERIS-ID: 24511 Objekt-ID: 20899            | vor Hauptstraße 16 Standort KG: Traunfeld                            | Die spätbarocke Kirche wurde 1797 als Filiale der Pfarre Heiligenberg erbaut. 1993 wurde sie zur Pfarrkirche erhoben.                                          | BDA-Hist.: Q18674681 Status: § 2a Stand der BDA-Liste: 2025-06-30 Name: Kath. Filialkirche hl. Johannes Nepomuk GstNr.: .87 Pfarrkirche Traunfeld                                      |
| ja   | Datei hochladen | Pfarrhof HERIS-ID: 24512 Objekt-ID: 20900                                          | Pater Haspinger Straße 2 Standort KG: Traunfeld                      | Der Pfarrhof ist ein zweigeschoßiger Bau mit Walmdach. Über der Eingangstür ist ein Relief von P. Haspinger zu sehen, links und rechts davon zwei Inschriften. | BDA-Hist.: Q37884632 Status: § 2a Stand der BDA-Liste: 2025-06-30 Name: Pfarrhof GstNr.: .41 Pfarrhof (Traunfeld)                                                                      |
| ja   | Datei hochladen | Figurenbildstock hl. Johannes Nepomuk HERIS-ID: 24518 Objekt-ID: 20906             | bei Hauptstraße 3 Standort KG: Wolfpassing an der Hochleithen        | Die Gusseisen-Figur des hl. Johannes Nepomuk wurde Ende des 19. Jahrhunderts geschaffen.                                                                       | BDA-Hist.: Q37884691 Status: § 2a Stand der BDA-Liste: 2025-06-30 Name: Figurenbildstock hl. Johannes Nepomuk GstNr.: 2953/2 Hl.Nepomuk (Wolfpassing)                                  |
| ja   | Datei hochladen | Figurenbildstock hl. Josef HERIS-ID: 24516 Objekt-ID: 20904                        | gegenüber Hauptstraße 58 Standort KG: Wolfpassing an der Hochleithen | Die Säule mit Steinfigur stammt aus der Mitte des 18. Jahrhunderts.                                                                                            | BDA-Hist.: Q37884660 Status: § 2a Stand der BDA-Liste: 2025-06-30 Name: Figurenbildstock hl. Josef GstNr.: 2927/1 Hl.Josef (Wolfpassing)                                               |
| ja   | Datei hochladen | Bildstock HERIS-ID: 24517 Objekt-ID: 20905                                         | bei Mühlstraße 87 Standort KG: Wolfpassing an der Hochleithen        | Der Tabernakelpfeiler stammt vermutlich aus dem 15. Jahrhundert und wurde später verändert.                                                                    | BDA-Hist.: Q37884677 Status: § 2a Stand der BDA-Liste: 2025-06-30 Name: Bildstock GstNr.: 2927/1 Bildstock (Wolfpassing)                                                               |
| ja   | Datei hochladen | Kath. Pfarrkirche hl. Nikolaus und alter Friedhof HERIS-ID: 24514 Objekt-ID: 20902 | bei Pfarrgasse 6 Standort KG: Wolfpassing an der Hochleithen         | Die barocke Kirche wurde 1744 erbaut. | BDA-Hist.: Q19298493 Status: § 2a Stand der BDA-Liste: 2025-06-30 Name: Kath. Pfarrkirche hl. Nikolaus und alter Friedhof GstNr.: .218, 135 Pfarrkirche Wolfpassing an der Hochleithen |